# L'Homme-feu
L'Homme-feu (titre original : The Fireman) est un roman de science-fiction post-apocalyptique écrit par Joe Hill, paru en 2016 puis traduit en français et publié en 2017. L'ouvrage a obtenu le prix Locus du meilleur roman d'horreur 2017.

## Résumé
Personne ne sait exactement quand et où tout a commencé. Sur le corps des individus contaminés apparaissent des tatouages mordorés qui s’embrasent, causant la mort par combustion. Boston, Détroit, Seattle ont déjà basculé dans le chaos. Il n’existe aucun antidote. Lorsque Harper, infirmière dévouée et bienveillante, découvre les premières marques sombres sur sa peau, elle vient d’apprendre qu’elle est enceinte. Paniqué, son mari fuit. 
Dans un monde en ruine, ou de petites communautés se forment et des milices traquent les malades pour les exterminer, Harper est secourue par un homme capable de contrôler ce feu intérieur. Mais l’infirmière ne dispose que de peu de temps pour percer le secret de l’homme feu, avant qu’elle et son enfant ne soient réduits en cendres…
Dans cette fable pré-apocalyptique vertigineuse, Joe Hill explore la part obscure de l’homme et sa formidable puissance de vie.

## Éditions
- The Fireman, William Morrow and Company, 17 mai 2016, 768 p.  (ISBN 978-0062200631)
- L'Homme-feu, Jean-Claude Lattès, 7 juin 2017, trad. Antoine Chainas, 700 p.  (ISBN 978-2709656849)
- L'Homme-feu, Le Livre de poche, 6 juin 2018, trad. Antoine Chainas, 992 p.  (ISBN 978-2253083467)